# Mai Công Hiếu
Mai Công Hiếu (sinh năm 1977 tại Đà Nẵng) là một cựu vận động viên xe đạp người Việt Nam.

## Tiểu sử
Mai Công Hiếu sinh năm 1977 tại Đà Nẵng. Năm 20 tuổi anh vác xe đạp vào Đồng Tháp xin đầu quân cho đội xe đạp Đồng Tháp. Tại đây anh nhiều lần vô địch quốc gia và được gọi vào Đội tuyển xe đạp quốc gia Việt Nam. Anh thi đấu cho Đội tuyển xe đạp quốc gia Việt Nam từ năm 1997 đến năm 2010 và đạt được nhiều Huy chương, nổi bật nhất là HCB Giải vô địch châu Á 2003. Thời của anh, thu nhập của vđv đua xe đạp rất thấp. Mặc dù là Vô địch quốc gia, nhưng anh vẫn chấp nhận đi dạy cho các bé là con các gia đình khá giả tập xe đạp để biết chạy ở sân nhà.

## Thành tích
- HCB châu Á 2003
- HCV SEA Games 2003, 2005
- 13 năm vô địch quốc gia